# Mauro Da Luz
Mauro Andrés Da Luz Regalado (Montevideo, 5 novembre 1994) è un calciatore uruguaiano, attaccante dell'ADT.

## Caratteristiche tecniche
È un'ala destra.

## Carriera
Cresciuto nel settore giovanile del River Plate (M), ha esordito in prima squadra il 1º settembre 2016 in occasione del match di campionato pareggiato 1-1 contro i Montevideo Wanderers.